# Гардовий шлях
Гардовий шлях, Королівський шлях — одна з доріг у південно-західній частині теренів Вольностей Війська Запорозького низового кінця 15–18 ст. Отримав назву від м. Гард (Гардове, нині с. Богданівка Доманівського району Миколаївської області) на р. Південний Буг — центру Бугогардівської паланки та відомого осередку запорозької торгівлі. Назву «королівський» одержав, очевидно, від польського короля Яна Ольбрахта з династії Ягеллонів, який 1489, ще як королевич, ішов із військом цим шляхом і на ньому здобув перемогу над турецько-татарським військом. Шлях виходив із Поділля, проходив річкою Південний Буг по одному з кам'яних мостів, споруджених за часів великого князя литовського Вітовта, і прямував до гирла р. Кам'янка (притока Дніпра), де 1709–11, 1730–34 була Кам'янська Січ, потім — до Казікермена (нині м. Берислав), а звідти — до Таванського перевозу (між фортецями Казікермен та Ісламкермен (пізніше поблизу цієї фортеці виникло м. Каховка) через Дніпро і далі на Крим.